# Spirit of Health
Spirit of Health (Eigenbezeichnung: „Spirit of Health – Kongress für alternative Heilmethoden“) ist ein vom Humble Verlag ausgerichteter jährlicher, kommerzieller Kongress für Esoterik und Wunderheilung in Berlin. Das veranstaltende Unternehmen bewirbt hier u. a. auch das gesundheitsschädliche Mittel Miracle Mineral Supplement (MMS).

## Veranstaltung
Der Humble Verlag aus Roermond in den Niederlanden veranstaltet seit 2014 die „Spirit-of-Health“-Konferenz als jährlichen „Kongress für alternative Heilmethoden“. Der genaue Veranstaltungsort wurde im Jahr 2018 erst zwei Wochen vor Kongressbeginn bekanntgegeben. Sie fand Anfang März im Maritim proArte Hotel in Berlin statt.
Im Jahr 2014 fand der Kongress in Hannover statt. Eine Selbsthilfegruppe von MMS-Geschädigten und Kritikern der Substanz wandte sich mit einem offenen Brief an die Stadtverwaltung und forderte die Absage des Kongresses. Der Stadt fehlte nach eigener Aussage jedoch die rechtliche Handhabe dafür.

## Referenten
Neben Jim Humble nehmen auch Referenten, die ihre Schriften im Humble Verlag veröffentlichen, an der Veranstaltung teil; darunter auch Richard Rudd. Im Magazin des Verlags, „Spirit of Health“, werden darüber hinaus immer wieder Berichte über die Arbeit der einzelnen Referenten veröffentlicht.
Als weit über die MMS-Szene hinaus bekannter Redner ist für die Konferenz 2018 der Schweizer Sektenführer Ivo Sasek zum Thema „Gesetzmäßigkeiten der Heilung“ angekündigt. Sasek ist Gründer der Anti-Zensur-Koalition (AZK), eines Forums für Esoteriker, Verschwörungstheoretiker, Geschichtsrevisionisten und Holocaustleugner, sowie der neureligiösen Organischen Christus-Generation (OCG).
Weitere Referenten (Auswahl)
- Josip Grbavac alias Braco, „Heiler“ (2015, 2018)[5][6]
- Jim Humble, „Wunderheiler“(2015, 2018)[7][2]
- Leonard Coldwell, „Wunderheiler“(2015)[7]
- Johann Loibner, Impfgegner (2018)[8][5]
- Marco Ruggiero, „Quantumsbiologie der Unsterblichkeit“ (2018)[5][9]
- Dorrit Saietz, Journalistin, Thema Adoptionshandel (2018)[5][10]

## Werbung für riskante Substanzen
Auf der Konferenz wird offensiv für das Miracle Mineral Supplement (MMS) geworben. Bei MMS handelt es sich um Substanzen, die zur Bildung von Chlordioxid führen. Diese hochreaktive Verbindung aus Chlor und Sauerstoff wirkt reizend und ätzend. Im nicht-esoterischen Gebrauch werden diese Chlorverbindungen stark verdünnt ausschließlich zur Trinkwasseraufbereitung eingesetzt.
Das Bundesinstitut für Risikobewertung riet im Jahr 2012 von der Einnahme und Verwendung von MMS dringend ab. Das Bundesinstitut für Arzneimittel und Medizinprodukte (BfArM) hat gleichfalls vor dem Mittel gewarnt. Im Jahr 2014 stufte das BfArM zwei MMS-Produkte offiziell als „bedenklich“ ein. Mit der Einnahme seien „schädliche Wirkungen verbunden“; auch könne es zu schweren Verätzungen kommen.

## Werbung mit falschen Doktorgraden
Vor der Veranstaltung 2015 in Kassel wurden die Messebetreiber vom Deutschen Konsumentenbund abgemahnt. Die Verbraucherschützer forderten sie dazu auf, die Messe nicht mehr mit falschen Doktorgraden zu bewerben, wie beispielsweise Bernd Klein alias Dr. Leonard Coldwell.